# Cosmosoma bromus
Cosmosoma bromus är en fjärilsart som beskrevs av Pieter Cramer 1775. Cosmosoma bromus ingår i släktet Cosmosoma och familjen björnspinnare. Inga underarter finns listade i Catalogue of Life.

## Bildgalleri

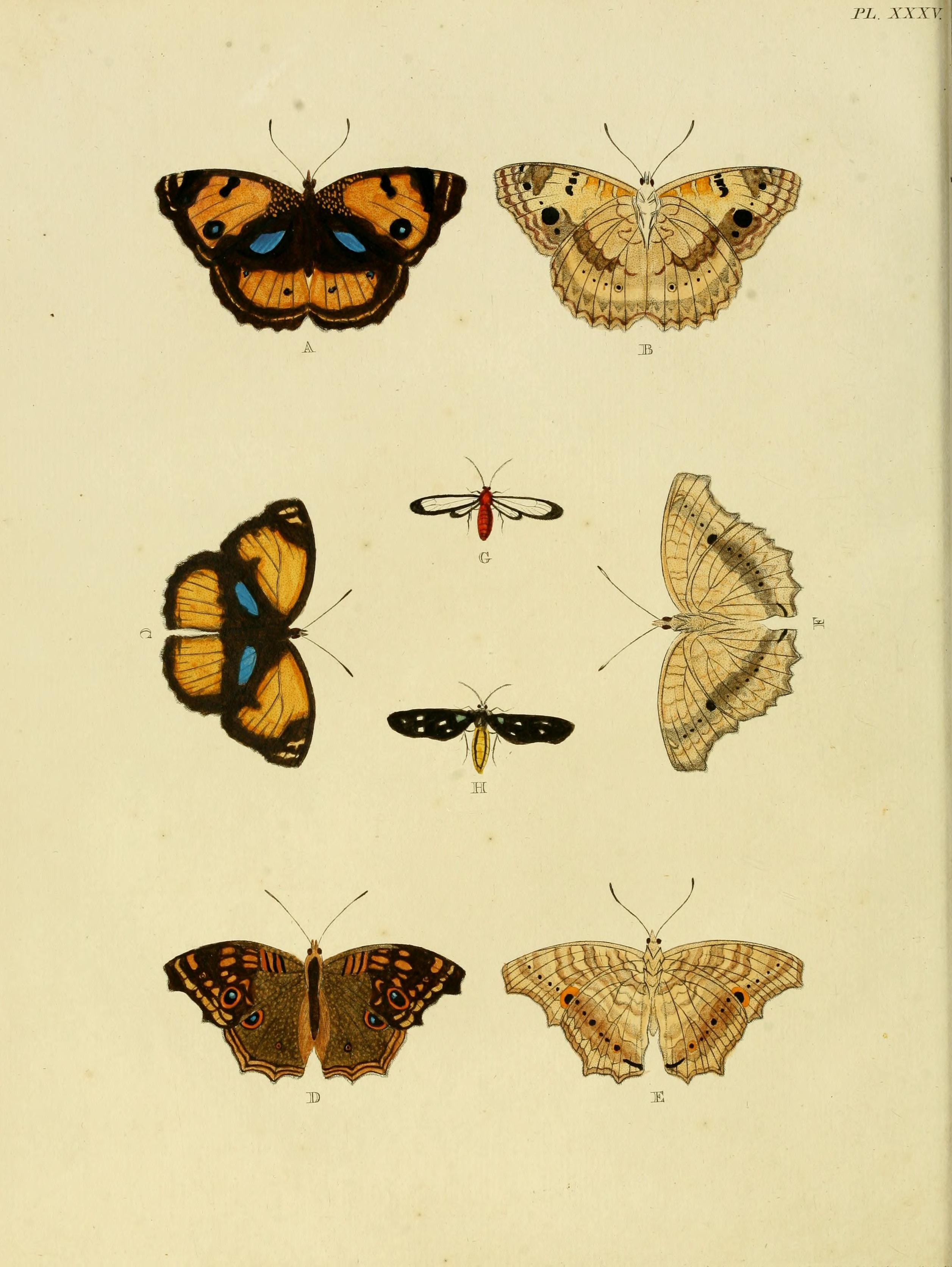